# آورورا (ایندیانا)
آورورا، ایندیانا (به انگلیسی: Aurora, Indiana) یک شهر در ایالات متحده آمریکا با جمعیت ۳٬۷۵۰ نفر است که در ایندیانا واقع شده‌است.

## موقعیت جغرافیایی
موقعیت جغرافیایی شهرها و مناطق اطراف به شرح زیر است: